# Юн Ят
Юн Ят (кхмер. យុន យ៉ាត; также Товарищ Ат; 1934, Пномпень — 15 июня 1997, Анлонгвэнг) — камбоджийский политик, член ЦК Коммунистической партии Кампучии, супруга бывшего министра обороны Демократической Кампучии — Сон Сена. Является одним из организаторов геноцида в Камбодже, жертвами которого по разным оценкам стали от 1,7 до 3 миллионов человек.
Родилась в 1934 году в Пномпене. Решением Постоянного комитета КПК от 9 октября 1975 года, Юн Ят должна была заниматься вопросами пропаганды и образования внутри страны и за её пределами. После ареста и казни Ху Нима заняла должность министра информации и пропаганды. Юн Ят организовала в стране широкомасштабную антирелигиозную кампанию. После начала вьетнамской интервенции в Камбоджу и падения режима «красных кхмеров» в январе 1979 года бежала вместе с мужем в джунгли на границу с Таиландом, где и провела остаток своих дней. 
10 июня 1997 года Кхиеу Сампхан (бывший председатель Госсовета Демократической Кампучии) назвал Юн Ят и её мужа предателями и обвинил их в шпионаже в пользу Хун Сена и вьетнамской стороны. Юн Ят, Сон Сен и ещё восемь членов их семей были жестоко убиты 15 июня 1997 года.